# Euro en Lituanie
- États membres de la zone euro : 20 pays (Allemagne, Autriche, Belgique, Chypre, Croatie, Espagne, Estonie, Finlande, France, Grèce, Irlande, Italie, Lettonie, Lituanie, Luxembourg, Malte, Pays-Bas, Portugal, Slovaquie, Slovénie)
- Micro-États non membres de l'UE utilisant l'euro avec l'accord de l'UE : 4 pays (Andorre, Monaco, Saint-Marin et Vatican)
- États non membres de l'UE qui ont adopté l'euro unilatéralement : 2 pays (Kosovo et Monténégro)
- États membres de l'Union européenne (UE) qui ont rejoint le MCE II : 1 pays (Bulgarie)
- État membre de l'UE faisant partie du MCE II mais qui est exempté de l'obligation de rejoindre la zone euro (Danemark).
- États membres de l'UE qui ont l'obligation  de rejoindre la zone euro : 5 pays (Hongrie, Pologne, Roumanie, Suède et Tchéquie)

L'introduction de l'euro en Lituanie découle du traité d'Athènes de 2003 qui a permis l'adhésion de la Lituanie à l'Union européenne le 1er mai 2004. Selon le traité d'Athènes, les nouveaux membres du l'Union européenne « doivent rejoindre l'union économique et monétaire à partir de la date d'adhésion », ce qui signifie que la Lituanie devait adopter l'euro, ce qu'elle a fait au 1er janvier 2015. Elle rejoint l'Estonie, passée à l'euro en 2011, et la Lettonie, passée en 2014, unifiant ainsi monétairement les trois États baltes.
La monnaie de la Lituanie était le litas avant l'adoption de l'euro.

## Adhésion à la zone euro

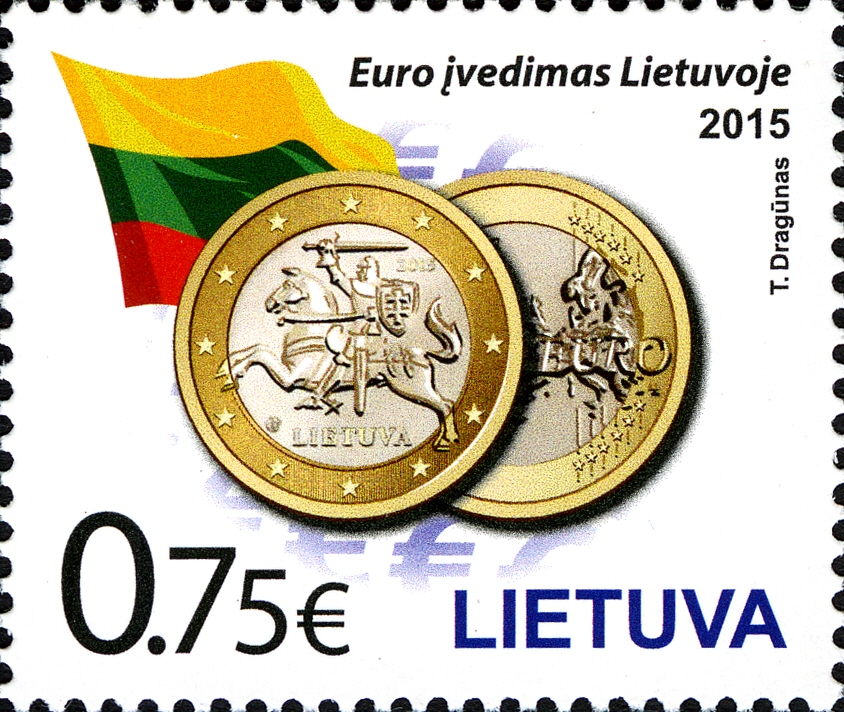
Timbre célébrant l'adhésion de la Lituanie à la zone euro.

Le litas lituanien fait partie du MCE II depuis le 28 juin 2004 et est lié à l'euro à un taux de change de 3,45280 LTL = 1 EUR. La Lituanie s'est d'abord fixé comme objectif de rejoindre la zone euro le 1er janvier 2007, mais son adhésion fut rejetée par la Commission européenne en raison d'une inflation légèrement plus haute (0,1 % trop élevée) que la limite maximum autorisée. En décembre 2006, le gouvernement approuva un nouveau plan de convergence, tout en confirmant que le pays voulait rejoindre la zone euro « dès que possible ». Le gouvernement déclara également que, en vue des prévisions d'inflation pour 2007-2008, 2010 ou plus tard serait la meilleure période pour adopter l'euro. En décembre 2007, le premier ministre Gediminas Kirkilas déclara que la Lituanie serait capable de rejoindre la zone en 2010-2011, mais l'inflation grimpante de 2008 força les analystes bancaires à repousser la date espérée à l'adhésion de l'euro en 2013 au plus tôt. La crise de la dette dans la zone euro de 2010, a encore repoussé l'échéance.
Dans l'attente, la Lituanie a exprimé son intérêt dans la possibilité, pour les États qui ne seraient pas capables de satisfaire les critères du traité de Maastricht, d'adopter l'euro et de l'utiliser, sans pour autant avoir de siège à la Banque centrale européenne. Par ailleurs, elle a suggéré cette idée au FMI.
Le 17 avril 2014, le Parlement lituanien adopte une loi prévoyant l’adhésion à l’euro le 1er janvier 2015,. Le 4 juin, la Commission européenne et la Banque centrale européenne donnent leur accord pour que le pays devienne ainsi le 19e membre de la zone euro. En effet, l'exécutif européen considère que la Lituanie « remplit maintenant tous les critères de convergence ». Le 16 juillet, le Parlement européen donne son feu vert. Le 23 juillet, le Conseil européen entérine définitivement l'adhésion à la zone euro au 1er janvier 2015,.

## Statut
Le traité de Maastricht prévoit initialement que tous les membres de l'Union européenne devront rejoindre la zone euro une fois les critères de convergence atteints. En juin 2014, la Lituanie remplie tous les critères et reçoit le feu vert de la banque centrale européenne pour adhérer à la zone euro.
|                                                                     | Critères de convergence | Critères de convergence | Critères de convergence | Critères de convergence | Critères de convergence     |
|                                                                     | Inflation               | Finances publiques      | Finances publiques      | Membre du MCE II        | Taux d'intérêt à long terme |
| Déficit budgétaire annuel au PIB                                    | Inflation               | Dette publique au PIB   |                         | Membre du MCE II        | Taux d'intérêt à long terme |
| ------------------------------------------------------------------- | ----------------------- | ----------------------- | ----------------------- | ----------------------- | --------------------------- |
| Valeur de référence                                                 | max 1,7 %               | max 3 %                 | max 60 %                | min 2 ans               | max 6,2 %                   |
| Lituanie                                                            | 0,6 % (2014)            | 2,1 % (2014)            | 39,4 % (2014)           | depuis le 28 juin 2004  | 3,6 % (2014)                |
| Notes : 1. 2. Légende : - Critère satisfait - Critère non satisfait |                         |                         |                         |                         |                             |

## Dessins des pièces d'euro lituaniennes

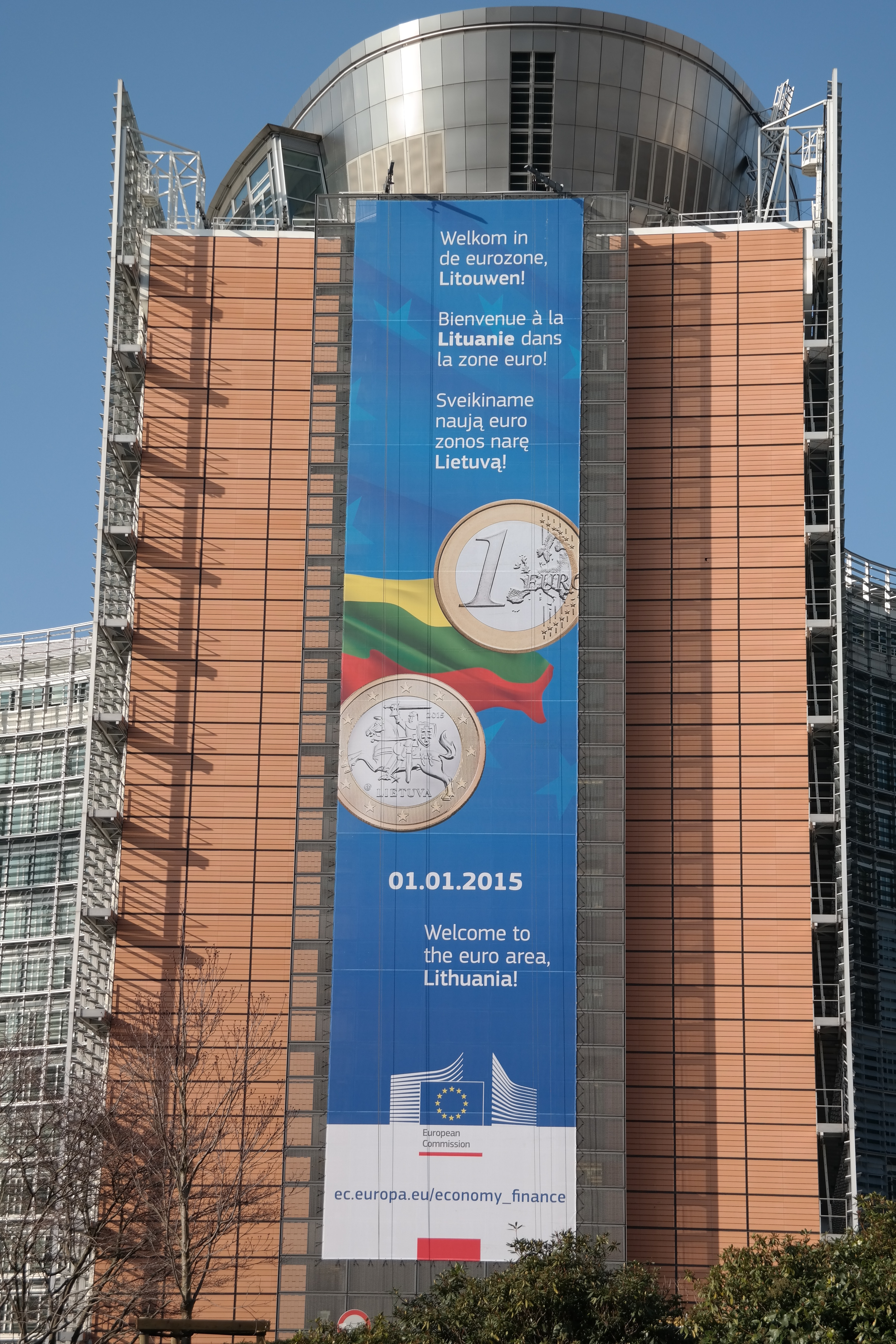
Affiche célébrant l'entrée de la Lituanie dans la zone euro sur la façade de la Commission européenne.

Les pièces en euro lituaniennes affichent toutes les huit le même motif sur le côté face. Les différences entre les pièces sont que celles de un et deux euros possèdent des lignes verticales sur le cercle extérieur, les pièces de cinquante, vingt et dix centimes possèdent des lignes horizontales sur le cercle extérieur, et les pièces de un, deux et cinq centimes ne possèdent pas de lignes sur le cercle extérieur. Le dessin représente les armoiries de la Lituanie, Vytis, entouré de douze étoiles dorées, et, comme annoncé le 11 novembre 2004, le mot LIETUVA figurera également sur les pièces. Les dessins des pièces ont été pensés et créés par le sculpteur Antanas Žukauskas. En 2014, il est annoncé que l'institut d'émission lituanien mettrait la date de 2015 (date prévue d'émission) sur toutes les pièces. La tranche de la pièce de 2 euros porte la devise du pays.

## Opinion publique
L'opinion publique était divisée à propos de l'adoption de l'euro. Selon un sondage réalisé par Eurobaromètre en novembre 2013, 40 % des Lituaniens étaient favorables à l'adoption de la monnaie unique alors que 49 % s'y opposaient. Selon une autre enquête réalisée pour la Swedbank en février 2014, ils étaient 40 % à s'y déclarer favorables et 60 % à s'y opposer.

## Sources
- (en) Cet article est partiellement ou en totalité issu de l’article de Wikipédia en anglais intitulé « Lithuanian euro coins » (voir la liste des auteurs).

## Compléments